# Masayuki Matsubara
Masayuki Matsubara (Miyagi, Japón, 7 de febrero de 1939) es un deportista japonés retirado especialista en lucha libre olímpica donde llegó a ser subcampeón olímpico en Roma 1960.

## Carrera deportiva

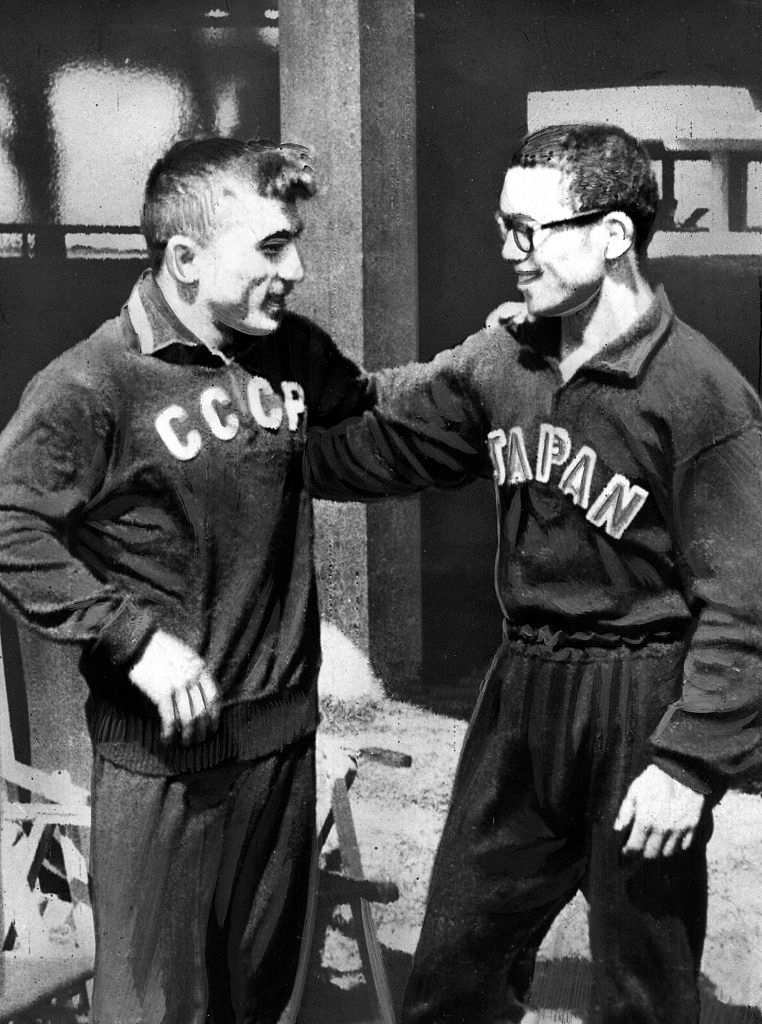
Matsubara (derecha) saludando a un compañero soviético, 1960

En los Juegos Olímpicos de 1960 celebrados en Roma ganó la medalla de plata en lucha libre olímpica estilo peso mosca, tras el luchador turco Ahmet Bilek (oro) y por delante del iraní Ebrahim Seifpour (bronce).